# Zamindawar
Zamindàwar és el nom que a l'època preislàmica es donava al modern Afganistan oriental, equivalent a l'àrab Bilad al-Dawar emprat a vegades a l'edat mitjana.
Anava entre els rius Helmand i Arghandab al nord de la confluència dels dos rius a Bust, fins al Zabulistan al nord i a al-Rukhkhadj al sud-sud-oest. Algunes fonts confonen el Zamindawar amb el Zabulistan o Kabulistan. A partir del final del segle VII els àrabs van atacar des de Sistan i Bust cap a l'est i donaven a les terres el nom de Bilad al-Dawar; aquesta regió tenia el seu propi marzban segons al-Baladhuri. La divinitat local Zun o Zhun tenia un cèlebre altar que era el centre del poder dels zunbils, els sobirans locals, de situació incerta dins el Zamindawar. Si zunbil deriva del persa mitjà Zun-datbar o Zun-dadh (Zun = El Justicier, datbar o dadh = Donat) llavors Zamindawar seria derivat de Zamin-i Datbar (La Terra del Justicier). Els Hudu al-alam esmenten les viles de Till o Dartall i de Darghash a la riba dreta del Helmand, que feien frontera amb la regió pagana de Ghur, i les poblacions de Baghnin i Sarwar. Mahmud de Gazni es diu que considerava aquesta regió com a "beneïda" perquè havia estat la primera possessió de la que se li havia donat el govern per part del seu pare Sebuktegin; per dues o tres vegades Mahmud la va utilitzar com a base per expedicions al Ghur. El nom Zamindawar es va seguir utilitzant ocasionalment en els segles següents; Baber encara l'esmenta com el lloc en què va combatre als arghuns. Modernament ja no s'utilitza.